# Lijst van voetbalinterlands Myanmar - Nepal
Deze lijst van voetbalinterlands is een overzicht van alle officiële voetbalwedstrijden tussen de nationale teams van Myanmar en Nepal. De landen hebben tot op heden vijf keer tegen elkaar gespeeld. De eerste ontmoeting, een groepswedstrijd tijdens de Aziatische Spelen 1982, werd gespeeld in New Delhi (India) op 20 november 1982. De laatste confrontatie, een vriendschappelijke wedstrijd, vond plaats op 11 september 2023 in Yangon.

## Wedstrijden
| № | Plaats     | Datum             | Competitie             | Wedstrijd       | Uitslag |
| - | ---------- | ----------------- | ---------------------- | --------------- | ------- |
| 1 | New Delhi  | 20 november 1982  | Aziatische Spelen 1982 | Birma − Nepal   | 3 − 0   |
| 2 | Haiderabad | 31 juli 2008      | AFC Challenge Cup 2008 | Myanmar − Nepal | 3 − 0   |
| 3 | Mandalay   | 7 november 2019   | Vriendschappelijk      | Myanmar − Nepal | 3 − 0   |
| 4 | Yangon     | 8 september 2023  | Vriendschappelijk      | Myanmar − Nepal | 0 − 0   |
| 5 | Yangon     | 11 september 2023 | Vriendschappelijk      | Myanmar − Nepal | 1 − 0   |

## Samenvatting
| Competitie        | Totaal gespeeld | Winst Myanmar | Gelijk | Winst Nepal | Doelsaldo Myanmar – Nepal |
| ----------------- | --------------- | ------------- | ------ | ----------- | ------------------------- |
| AFC Challenge Cup | 1               | 1             | 0      | 0           | 3 − 0                     |
| Aziatische Spelen | 1               | 1             | 0      | 0           | 3 − 0                     |
| Vriendschappelijk | 3               | 2             | 1      | 0           | 4 − 0                     |
| Totaal            | 5               | 4             | 1      | 0           | 10 − 0                    |

MFF · 
A-internationals · 
Myanmarees vrouwenelftal
1951 – 1959 · 
1960 – 1969 · 
1970 – 1979 · 
1980 – 1989 · 
1990 – 1999 · 
2000 – 2009 · 
2010 – 2019 ·
2020 − 2029
Bahrein ·
Bangladesh ·
Bolivia ·
Brunei ·
Burundi ·
Cambodja ·
China ·
DDR ·
Filipijnen ·
Guam ·
Hongkong ·
India ·
Indonesië ·
Irak ·
Iran ·
Israël ·
Japan ·
Kirgizië ·
Koeweit ·
Laos ·
Lesotho ·
Libanon ·
Libië ·
Luxemburg ·
Macau ·
Malediven ·
Maleisië ·
Marokko ·
Mongolië ·
Nepal ·
Nieuw-Zeeland ·
Noord-Korea ·
Oman ·
Oost-Timor ·
Pakistan ·
Palestina ·
Qatar ·
Singapore ·
Sri Lanka ·
Syrië ·
Tadzjikistan ·
Taiwan ·
Thailand ·
Turkmenistan ·
Verenigde Arabische Emiraten ·
Vietnam ·
Zuid-Korea ·
Zuid-Vietnam
ANFA · A-internationals · Nepalees vrouwenelftal
1972 – 1989 ·
1990 – 1999 ·
2000 – 2009 ·
2010 – 2019 ·
2020 – 2029
Afghanistan ·
Algerije ·
Australië ·
Bahrein ·
Bangladesh ·
Bhutan ·
Brunei ·
Cambodja ·
China ·
Filipijnen ·
Hongkong ·
India ·
Indonesië ·
Irak ·
Iran ·
Japan ·
Jemen ·
Jordanië ·
Kazachstan ·
Kirgizië ·
Koeweit ·
Laos ·
Macau ·
Malediven ·
Maleisië ·
Mauritius ·
Myanmar ·
Noord-Korea ·
Oman ·
Oost-Timor ·
Pakistan ·
Palestina ·
Saoedi-Arabië · 
Singapore ·
Sri Lanka ·
Syrië ·
Tadzjikistan · 
Taiwan ·
Thailand · 
Turkmenistan ·
Verenigde Arabische Emiraten ·
Vietnam ·
Zuid-Korea